# Stellaria pauciflora
Stellaria pauciflora är en nejlikväxtart som beskrevs av Heinrich Zollinger och Mor. Stellaria pauciflora ingår i släktet stjärnblommor, och familjen nejlikväxter. Inga underarter finns listade i Catalogue of Life.